# Pietro Sgarlata
Pietro Sgarlata (Milano, 3 gennaio 1937 – Soriano nel Cimino, 8 aprile 2019) è stato un generale e dirigente sportivo italiano.

## Biografia
Pietro Sgarlata, Generale di Divisione della Guardia di Finanza, figlio del Generale dell'Aeronautica Militare Giuseppe Sgarlata (Ragazzo del '99) e di Rosa Pellizzoni, è nato a Milano il 3 gennaio 1937, in servizio fin dal 1952 prima quale allievo della Scuola Militare Nunziatella e poi quale allievo dei 55º Corso dell'Accademia del Corpo della Guardia di Finanza.
Ufficiale poliedrico e di solida preparazione militare, ha disimpegnato incarichi di straordinario livello in tutti i settori di servizio.
Si possono senz'altro ricordare quelli collegati alle conseguite specializzazioni di osservatore aereo e di pilota di elicottero, quale Comandante di reparti di volo presso le sedi di Roma, Napoli e Cagliari e Capo dei Servizio Aereo della Guardia di Finanza; quelli connessi alla elevata preparazione nel settore della polizia giudiziaria e tributarla, raffinata a seguito del conseguimento del prestigioso titolo conseguente alla frequenza del Corso Superiore di Polizia Tributarla e con l'impiego quale Comandante delle Sezioni Speciali del Nucleo Regionale pt di Genova, della legione di Palermo e della Zona Ligure; quelli nel settore della formazione dl base quale Comandante della Scuola Sottufficiali e dei Comando Scuole.
Nel recente passato ha maturato esperienza interforze quale Vice Direttore presso la Scuola di Perfezionamento per le Forze di Polizia e Direttore della Direzione Centrale per i Servizi Antidroga. Ha istituito la Zona Aeronavale ed è stato Ispettore per i Reparti Speciali e Comandante del Comando Reparti Speciali.
Comandante in Seconda dal 14 maggio 2001 al 3 gennaio 2002, è diventato Grande Ufficiale dell'Ordine al Merito della Repubblica Italiana ed è stato insignito della Medaglia Mauriziana per dieci lustri di carriera militare, della Medaglia d'oro al Merito di lungo Comando e di Croce d'oro per anzianità di servizio. È decorato di Medaglia d'oro di Lunga Navigazione Aerea..
Nel 2002 è stato presidente della Unione Calcio Sampdoria.